# Матрица (физика)
Матрица (физика) — конденсированная (твердая или жидкая) среда, в которую помещаются изолированные активные частицы (атомы, молекулы, ионы, наночастицы и т. д.) с целью предотвращения взаимодействия между собой и с окружающей средой.

## Описание
Общими требованиями к материалу матрицы являются:
- химическая инертность по отношению к изолируемым объектам и, в случае нанореакторов, по отношению к используемым реагентам и промежуточным продуктам реакции;
- достаточная жесткость твердого тела или вязкость жидкости для предотвращения коагуляции частиц;
- малая интенсивность диффузионного массопереноса материала частиц через матрицу при температурах стабилизации.

В зависимости от природы и характера изолируемых частиц в качестве матрицы могут использоваться совершенно разные материалы. Так, в низкотемпературных методах матричной изоляции широко используются твердые инертные газы, важным преимуществом которых является прозрачность в широком диапазоне длин волн, позволяющая исследовать изолируемые объекты с помощью ИК- и УФ-спектроскопии.
Особенности применения матриц в качестве нанореакторов, являющихся частным случаем матриц, рассмотрены в соответствующих разделах. Матрицы могут использоваться для предотвращения процессов вторичной рекристаллизации и роста частиц при термообработке наноматериалов. Простым, но эффективным способом изоляции нанообъектов в этом случае является интенсивное механическое смешение нанопорошков с избытком инертной, термостабильной и достаточно растворимой соли, которая после завершения термообработки может быть легко удалена растворением. Многие жидкости, вплоть до жидкого азота, оказались весьма эффективны для изоляции наночастиц различных материалов при их получении с использованием методов лазерной абляции в жидкой среде.